# Poznańska Organizacja Zbrojna
Poznańska Organizacja Zbrojna – organizacja, której początki sięgają października 1939 roku. Na czele POZ stali ppor.rez. Edmund Horowski ps. Widmos oraz por. Lech Nowacki ps. Orzelski. Członkowie organizacji rekrutowali się przede wszystkim z oficerów i podoficerów rezerwy WP. Organizację zasilała też młodzież, przede wszystkim harcerska. Poza Poznaniem utworzono komórkę w Lesznie. Organem prasowym POZ była gazetka „Pobudka”. Na przełomie marca i kwietnia 1940 POZ utworzył wraz z dwoma innymi organizacjami, Wojskiem Ochotniczym i Wielkopolską Organizacją Wojskową, Wojskową Organizację Ziem Zachodnich (WOZZ).